# تيموثي مورتون
تيموثي مورتون (بالإنجليزية: Timothy Morton)‏ هو فيلسوف أمريكي، ولد في 19 يونيو 1968 في لندن في المملكة المتحدة.

## وصلات خارجية
- تيموثي مورتون على موقع ديسكوغز (الإنجليزية)